# Pierwomajskoje (obwód orenburski)
Pierwomajskoje (ros. Первомайское) – wieś (sieło) w Rosji, w obwodzie orenburskim, w rejonie sol-ileckim. W 2010 liczyła 917 mieszkańców.